# كيت لولور
كيت لولور (بالإنجليزية: Kit Lawlor)‏ (3 ديسمبر 1922 بدبلن في جمهورية أيرلندا - 8 يونيو 2004) هو لاعب كرة قدم أيرلندي في مركز الهجوم. شارك مع منتخب جمهورية أيرلندا لكرة القدم. أما مع النوادي، فقد لعب مع نادي دوندالك ونادي دونكاستر روفرز ونادي شامروك روفرز ونادي ووستر سيتي ونادي درومكوندرا ‏ ونادي بيليمينا يونايتد.

## وصلات خارجية
- كيت لولور على موقع قاعدة بيانات كرة القدم.إي يو (الإنجليزية)
- كيت لولور على موقع ناشيونال فوتبول تيمز (الإنجليزية)